# Werner Bockhacker
Wilhelm Albert Werner Bockhacker (* 11. November 1893 in Elberfeld; † 1959) war ein deutscher Mediziner und einer der führenden Vertreter der Arbeits- und Betriebsmedizin in der Zeit des Nationalsozialismus.

## Leben und Wirken
Er war der Sohn des Kaufmanns Karl Heinrich Bockhacker aus Elberfeld und dessen Ehefrau Emilie Bauer. Seine Eltern zogen später nach Köln. Nach dem Schulbesuch schlug er ein Medizinstudium ein, das er – unterbrochen vom Militärdienst – mit Staatsexamen und Promotion zum Dr. med. 1919 abschloss. Danach war er zunächst zweieinhalb Jahre Assistenzarzt an der Universitätsklinik tätig und ließ sich dann als Arzt für Allgemeinmedizin in Gummersbach nieder. Zum 1. September 1932 trat er in die NSDAP ein (Mitgliedsnummer 1.316.514) und wurde Mitglied des Nationalsozialistischen Deutschen Ärztebundes. 1933 wurde er in Gummersbach Gemeindevertreter der NSDAP. Er leitete später zunächst die Abteilung Gesundheit der Deutschen Arbeitsfront (DAF) im Gau Berlin wurde danach 1939 Leiter des im gleichen Jahr gegründeten Amtes „Gesundheit und Volksschutz“ der DAF mit Sitz in Berlin und damit mitverantwortlich für die NS-Krankenmorde. 1943 wurde er anlässlich seines 50. Geburtstages von Adolf Hitler zum Professor ernannt.
Nach Kriegsende wurde er im Juni 1945 vom militärischen Nachrichtendienst der Sowjetunion SMERSch im Speziallager Nr. 7 inhaftiert. Von 1946 bis 1949 war er als Chefarzt und Chirurg im Lager tätig. 1950 wurde er an die Sowjetische Kontrollkommission übergeben und nach einem Fernurteil aus Moskau in ein sowjetisches Lager überstellt.

## Publikationen (Auswahl)
- Die Gulaschkanone der schaffenden Frau. Betriebsärzte als Topfgucker. In: Beilage zum Frankenberger Tageblatt vom 18. Juli 1940, S. 5.
- Der Arzt muß Sozialpolitiker sein. In: Neue Mannheimer Zeitung vom 22. Juli 1940, S. 4.
- Vorwort in: Wilhelm Folkert Christoph Möring: Vergleichende Untersuchungen über den Gebißzustand von Arbeitern und Arbeiterinnen in verschiedenen Industriezweigen. Berlin 1941.
- Die Arbeits- und Leistungsmedizin. Einzeldarstellungen aus der Begründung über die Notwendigkeit einer vorbeugenden und verhütenden Gesundheitsvorsorge im Rahmen der Arbeits- u. Leistungsmedizin. Stuttgart 1941.
- Die Betriebsgesundheitsstation. Planung, Ausbau und Einsatz. Amsterdam 1942.